# Reichsbesoldungsordnung A
Der Artikel Reichsbesoldungsordnung A gibt einen Überblick über die Besoldung von Beamten im frühen 20. Jahrhundert.

## Fassung von 1927
Im Folgenden die in der Anlage 1 des Reichsbesoldungsgesetzes vom 16. Dezember 1927 festgelegte Besoldungsordnung A für aufsteigende Gehälter von planmäßigen Reichsbeamten.

### Besoldungsgruppe A 1
Büro des Reichspräsidenten
- Ministerialräte

Reichstag
- Direktor beim Reichstag

Reichskanzlei
- Ministerialräte
- Ministerialrat beim Stellvertreter des Reichskanzlers (eingefügt am 20. Juli 1933[1])
- Ministerialrat als Leiter der Reichszentrale für Heimatdienst
- Ministerialrat beim Generalinspektor für das deutsche Straßenwesen (hinzugefügt am 5. Juli 1934[2])

Auswärtiges Amt
- Vortragende Legationsräte beim Auswärtigen Amt
- Vortragender Legationsrat bei der Vereinigten Presseabteilung der Reichsregierung
- Gesandte II. Klasse
- Generalkonsuln, soweit nicht in Besoldungsgruppe B 7
- Botschaftsräte
- Direktor des Deutschen Instituts für ägyptische Altertumskunde
- I. Sekretär beim Archäologischen Institut in Athen
- I. Sekretär beim Archäologischen Institut in Rom
- I. Direktor der Römisch-Germanischen Kommission in Frankfurt a. M.
- Direktor beim Archäologischen Institut in Konstantinopel (ergänzt am 3. Juli 1929[3])

Reichsministerium des Innern
- Ministerialräte
- Mitglieder beim Bundesamt für das Heimatwesen
- Direktor der Reichsstelle für das Auswanderungswesen
- Direktoren beim Reichsgesundheitsamt (darunter 1 als ständiger Stellvertreter des Präsidenten)
- Direktoren bei der Physikalisch-Technischen Reichsanstalt (darunter 1 als ständiger Stellvertreter des Präsidenten)
- Direktoren beim Reichsarchiv (darunter 1 als ständiger Stellvertreter des Präsidenten)
- Direktor des Zentralnachweiseamts für Kriegerverluste und Kriegergräber
- Direktoren beim Reichsamt für Landesaufnahme
- Direktor der Reichsanstalt für Erdbebenforschung in Jena

Reichsministerium für die besetzten Gebiete
- Ministerialräte beim Reichsministerium für die besetzten Gebiete
- Ministerialräte beim Reichskommissariat für die besetzten rheinischen Gebiete
- Direktoren bei der Reichsvermögensverwaltung für die besetzten rheinischen Gebiete (darunter 1 als ständiger Stellvertreter des Präsidenten)

Reichsministerium für Volksaufklärung und Propaganda (eingefügt am 8. Mai 1933)
- Ministerialräte

Reichswirtschaftsministerium
- Ministerialräte
- Direktoren beim Statistischen Reichsamt (darunter 1 als ständiger Stellvertreter des Präsidenten)
- Direktoren beim Reichsaufsichtsamt für Privatversicherung (darunter 1 als ständiger Stellvertreter des Präsidenten)
- Senatspräsidenten beim Reichswirtschaftsgericht

Reichsarbeitsministerium
- Ministerialräte
- Direktoren beim Reichsversicherungsamt (darunter 1 als ständiger Stellvertreter des Präsidenten)
- Senatspräsidenten beim Reichsversicherungsamt
- Direktoren der Hauptversorgungsämter
- Vizepräsident des Reichsversorgungsgerichts
- Senatspräsidenten beim Reichsversorgungsgericht
- Treuhänder der Arbeit (hinzugefügt am 20. Januar 1934[5], gestrichen am 29. März 1935[6])

Reichswehrministerium
Heer
- Abteilungschefs
- Ministerialräte
- Intendanten

Marine
- Abteilungschefs
- Ministerialräte
- Intendanten
- Werftverwaltungsdirektor
- Schiffbaudirektor
- Maschinenbaudirektor
- Hafenbaudirektor

Reichsjustizministerium
- Ministerialräte
- Direktoren beim Reichspatentamt (darunter 1 als ständiger Stellvertreter des Präsidenten)

Reichsministerium für Ernährung und Landwirtschaft
- Ministerialräte

Reichsverkehrsministerium
- Ministerialräte
- Strombaudirektor bei der Wasserstraßenverwaltung

Rechnungshof
- Ministerialräte beim Rechnungshof
- Ministerialräte beim Reichssparkommissar (gestrichen am 13. Dezember 1933[7])

Reichsschuldenverwaltung
- Staatsfinanzräte

Reichsfinanzministerium
- Ministerialräte
- Direktoren beim Reichsentschädigungsamt für Kriegsschäden
- Direktor beim Reichskommissariat für Reparationslieferungen
- Direktoren beim Reichsausgleichsamt
- Landesfinanzamtsdirektoren bei den Landesfinanzämtern
- Finanzgerichtsdirektoren bei den Landesfinanzämtern
- Direktor beim Reichsmonopolamt für Branntwein

Reichskommissariat für die Luftfahrt Reichsluftfahrtministerium (eingefügt am 27. Februar 1933, geändert am 5. Juli 1934)
- Ministerialräte

Reichspostministerium
- Ministerialräte
- Präsident der Hauptverwaltung der Versorgungsanstalt der Deutschen Reichspost
- Abteilungsdirektoren bei den großen Oberpostdirektionen, deren Präsidenten in Besoldungsgruppe B 6 oder B 7 stehen, und beim Telegraphentechnischen Reichsamt
- Abteilungsdirektoren beim Reichspostzentralamt (ergänzt am 15. Juli 1930[9])

### Besoldungsgruppe A 2a
Reichsministerium des Innern
- Oberregierungsräte und Regierungsräte als Mitglieder beim Reichsgesundheitsamt
- Oberregierungsräte und Regierungsräte als Mitglieder bei der Physikalisch-Technischen Reichsanstalt
- Oberarchivräte und Archivräte als Mitglieder beim Reichsarchiv
- Oberregierungsrat als Mitglied beim Reichsarchiv
- Oberregierungsräte und Regierungsräte als Mitglieder bei der Chemisch-Technischen Reichsanstalt

Reichswirtschaftsministerium
- Oberregierungsräte und Regierungsräte als Mitglieder beim Statistischen Reichsamt
- Oberregierungsräte und Regierungsräte als Mitglieder beim Reichsaufsichtsamt für Privatversicherung
- Reichswirtschaftsgerichtsräte

Reichsarbeitsministerium
- Oberregierungsräte und Regierungsräte als Mitglieder beim Reichsversicherungsamt
- Oberregierungsräte und Regierungsräte als Mitglieder bei der Reichsarbeitsverwaltung (Restverwaltung)
- Oberregierungsräte und Regierungsräte als Mitglieder beim Reichsversorgungsgericht

Reichsjustizministerium
- Oberregierungsräte und Regierungsräte als Mitglieder beim Reichspatentamt

Reichsministerium für Ernährung und Landwirtschaft
- Oberregierungsräte und Regierungsräte als Mitglieder bei der Biologischen Reichsanstalt für Land- und Forstwirtschaft

Reichsschuldenverwaltung
- Oberfinanzräte und Finanzräte

### Besoldungsgruppe A 2b
Büro des Reichspräsidenten
- Ministerialbürodirektor
- Oberregierungsrat

Reichstag
- Direktor der Reichstagsbibliothek
- Direktor des Stenographenbüros
- Oberregierungsrat

Reichskanzlei
- Ministerialbürodirektor bei der Reichskanzlei
- Oberregierungsräte bei der Reichskanzlei
- Oberregierungsräte beim Stellvertreter des Reichskanzlers (eingefügt am 20. Juli 1933[1])
- Oberregierungsräte bei der Reichszentrale für Heimatdienst
- Oberregierungsräte beim Generalinspektor für das deutsche Straßenwesen (hinzugefügt am 5. Juli 1934[2])
- Oberregierungsbauräte beim Generalinspektor für das deutsche Straßenwesen (hinzugefügt am 5. Juli 1934[2])

Auswärtiges Amt
- Ministerialbürodirektor beim Auswärtigen Amt
- Legationsräte I. Klasse beim Auswärtigen Amt
- Oberregierungsräte beim Auswärtigen Amt
- Oberregierungsrat als Leiter des Chiffrierdienstes beim Auswärtigen Amt
- Legationsräte I. Klasse bei der Vereinigten Presseabteilung der Reichsregierung
- Oberregierungsräte bei der Vereinigten Presseabteilung der Reichsregierung
- Gesandtschaftsräte I. Klasse bei den Auslandsbehörden
- Konsuln I. Klasse bei den Auslandsbehörden
- Oberregierungsrat als Leiter der Reichsstelle für Nachlässe und Nachforschungen im Ausland
- II. Sekretäre beim Archäologischen Institut in Athen und Rom
- II. Direktor der Römisch-Germanischen Kommission in Frankfurt a. M.

Reichsministerium des Innern
- Ministerialbürodirektor beim Reichsministerium des Innern
- Oberregierungsräte beim Reichsministerium des Innern
- Oberregierungsräte bei den Reichsstatthaltern (eingefügt am 20. Juli 1933[1])
- Oberregierungsrat bei der Reichsstelle für das Auswanderungswesen
- Oberregierungsrat beim Reichskommissar für Überwachung der öffentlichen Ordnung
- Oberregierungsrat beim Zentralnachweiseamt für Kriegerverluste und Kriegergräber
- Oberregierungsräte beim Reichsamt für Landesaufnahme
- Oberregierungsrat als Leiter der Filmprüfstelle Berlin

Reichsministerium für die besetzten Gebiete
- Ministerialbürodirektor beim Reichsministerium für die besetzten Gebiete
- Oberregierungsräte beim Reichsministerium für die besetzten Gebiete
- Oberregierungsrat beim Reichskommissariat für die besetzten rheinischen Gebiete
- Oberregierungsräte bei der Reichsvermögensverwaltung für die besetzten rheinischen Gebiete
- Oberregierungsbauräte bei der Reichsvermögensverwaltung für die besetzten rheinischen Gebiete

Reichsministerium für Volksaufklärung und Propaganda (eingefügt am 8. Mai 1933)
- Ministerialbürodirektor beim Reichsministerium für Volksaufklärung und Propaganda
- Oberregierungsräte beim Reichsministerium für Volksaufklärung und Propaganda

Reichswirtschaftsministerium
- Ministerialbürodirektor beim Reichswirtschaftsministerium
- Oberregierungsräte beim Reichswirtschaftsministerium

Vorläufiger Reichswirtschaftsrat
- Bürodirektor

Reichsarbeitsministerium
- Ministerialbürodirektor beim Reichsarbeitsministerium
- Oberregierungsräte beim Reichsarbeitsministerium
- Oberregierungsmedizinalräte beim Reichsarbeitsministerium
- Oberregierungsrat beim Deutschen Arbeitsschutzmuseum (ergänzt am 15. Juli 1930[9])
- Oberregierungsräte bei den Versorgungsdienststellen
- Oberregierungsmedizinalräte bei den Versorgungsdienststellen

Reichswehrministerium
- Ministerialbürodirektor beim Reichswehrministerium

Heer
- Oberregierungsräte beim Reichswehrministerium
- Oberregierungsbauräte beim Reichswehrministerium
- Direktor der Heeresbücherei
- Oberintendanturräte
- Oberregierungsräte bei den Wehrkreisverwaltungsämtern
- Oberregierungsbauräte bei der Heeresbauverwaltung
- Oberheeresanwälte

Marine
- Ministerialbürodirektor bei der Marineleitung
- Oberregierungsräte beim Reichswehrministerium
- Oberintendanturräte beim Reichswehrministerium
- Obermarinebauräte beim Reichswehrministerium
- Oberregierungsbauräte beim Reichswehrministerium
- Oberregierungsrat beim Bildungswesen
- Oberintendanturräte
- Oberregierungsbaurat bei der Marinebauverwaltung
- Obermarinekriegsgerichtsräte
- Obermarineanwalt
- Oberregierungsrat beim Observatorium in Wilhelmshaven
- Obermarinebauräte bei der Werft Wilhelmshaven und beim Arsenal Kiel
  - sowie beim Artilleriewesen, Torpedowesen und Sperrwesen (hinzugefügt am 4. September 1934[10])
- Oberregierungsräte beim Artilleriewesen, Torpedowesen und Sperrwesen (hinzugefügt am 4. September 1934[10])
- Oberregierungsrat als Leiter der Chemisch-Physikalischen Versuchsanstalt (hinzugefügt am 4. September 1934[10])
- Oberregierungsrat als Leiter der Laboratorien der Nachrichtenmittelversuchsanstalt (hinzugefügt am 4. September 1934[10])
- Oberregierungsrat als Leiter des Ballistischen Büros bei der Inspektion der Marineartillerie (hinzugefügt am 4. September 1934[10])

Reichsjustizministerium
- Ministerialbürodirektor beim Reichsjustizministerium
- Oberregierungsräte beim Reichsjustizministerium
- Direktor der Bücherei beim Reichsgericht
- Bürodirektor beim Reichsgericht
- Oberstaatsanwälte bei der Reichsanwaltschaft

Reichsministerium für Ernährung und Landwirtschaft
- Ministerialbürodirektor beim Reichsministerium für Ernährung und Landwirtschaft
- Oberregierungsräte beim Reichsministerium für Ernährung und Landwirtschaft

Reichsverkehrsministerium
- Ministerialbürodirektor beim Reichsverkehrsministerium
- Oberregierungsräte beim Reichsverkehrsministerium
- Oberregierungsbauräte beim Reichsverkehrsministerium
- Oberregierungsräte bei der Deutschen Seewarte
- Oberregierungsbaurat beim Reichskanalamt
- Oberregierungsräte bei der Wasserstraßenverwaltung
- Oberregierungsbauräte bei der Wasserstraßenverwaltung
- Oberregierungsrat beim Reichskommissariat für Seeschiffsvermessung
- Oberregierungsrat bei den Seeschiffahrtsbehörden und Behörden für die Untersuchung von Seeunfällen (Reichsoberseeamt und Reichskommissare bei den Seeämtern)
- Oberregierungsrat bei der Zentralstelle für Flugsicherung (ergänzt am 3. Juli 1929[3], gestrichen am 27. Februar 1933[8])

Rechnungshof
- Ministerialbürodirektor
- Oberregierungsräte beim Reichssparkommissar Oberregierungsräte beim Rechnungshof (geändert am 13. Dezember 1933[7])

Reichsschuldenverwaltung
- Verwaltungsdirektor

Reichsfinanzministerium
- Ministerialbürodirektor beim Reichsfinanzministerium
- Ministerialamtmann als Vorsteher der Hauptbuchhalterei beim Reichsfinanzministerium
- Ministerialamtmann als Bürovorsteher der Reichsrechnungsstelle beim Reichsfinanzministerium
- Oberregierungsräte beim Reichsfinanzministerium
- Oberregierungsbauräte beim Reichsfinanzministerium
- Oberregierungsräte beim Reichsentschädigungsamt für Kriegsschäden
- Oberregierungsräte beim Reichskommissariat für Reparationslieferungen
- Oberregierungsräte beim Reichsausgleichsamt
- Direktor der Reichshauptkasse
- Bürodirektor beim Reichsfinanzhof
- Oberregierungsräte bei den Landesfinanzämtern und deren nachgeordneten Behörden
- Oberregierungsbauräte bei der Reichsbauverwaltung
- Oberregierungsrat bei der Liegenschaftsverwaltung der I. Besatzungszone
- Oberregierungsräte beim Reichsmonopolamt für Branntwein

Reichskommissariat für die Luftfahrt Reichsluftfahrtministerium (eingefügt am 27. Februar 1933, geändert am 5. Juli 1934)
- Ministerialbürodirektor beim Reichskommissariat für die Luftfahrt Reichsluftfahrtministerium (eingefügt am 8. Mai 1933[4], geändert am 5. Juli 1934[2])
- Oberregierungsräte beim Reichskommissariat für die Luftfahrt Reichsluftfahrtministerium (geändert am 5. Juli 1934[2])
- Oberregierungsbauräte beim Reichskommissariat für die Luftfahrt Reichsluftfahrtministerium (geändert am 5. Juli 1934[2])
- Oberregierungsräte beim Reichsamt für Flugsicherung
- Oberregierungsbauräte beim Reichsamt für Flugsicherung (hinzugefügt am 5. Juli 1934[2])
- Oberregierungsräte bei den Luftämtern (hinzugefügt am 5. Juli 1934[11])
- Oberregierungsbauräte bei den Luftämtern (hinzugefügt am 5. Juli 1934[11])

Reichspostministerium
- Ministerialbürodirektor beim Reichspostministerium
- Oberposträte
- Oberpostbauräte
- Oberpostdirektoren
- Generalpostkassenrendant
- Direktor des Reichspostmuseum
- Oberregierungsräte bei der Reichsdruckerei

### Besoldungsgruppe A 2c
Reichstag
- Reichstagsarchivare
- Reichstagsbibliothekare
- Reichstagsstenographen
- Ingenieur (gestrichen am 18. März 1933[12])

Reichskanzlei
- Regierungsrat bei der Vertretung der Reichsregierung in München
- Regierungsräte bei der Reichszentrale für Heimatdienst
- Regierungsräte beim Generalinspektor für das deutsche Straßenwesen (hinzugefügt am 5. Juli 1934[2])
- Regierungsbauräte beim Generalinspektor für das deutsche Straßenwesen (hinzugefügt am 5. Juli 1934[2])

Auswärtiges Amt
- Legationsräte beim Auswärtigen Amt
- Regierungsräte beim Auswärtigen Amt
- Bibliothekare beim Auswärtigen Amt
- Regierungsräte beim Chiffrierwesen
- Legationsräte bei der Vereinigten Presseabteilung der Reichsregierung
- Regierungsräte bei der Vereinigten Presseabteilung der Reichsregierung
- Konsuln II. Klasse bei den Auslandsbehörden
- Gesandtschaftsräte II. Klasse bei den Auslandsbehörden
- Vizekonsuln bei den Auslandsbehörden
- Legationssekretäre bei den Auslandsbehörden
- Regierungsräte bei der Reichsstelle für Nachlässe und Nachforschungen im Ausland
- Bibliothekar beim Archäologischen Institut Rom
- Assistenten beim Archäologischen Institut in Berlin, Athen und Rom
- Assistent bei der Römisch-Germanischen Kommission in Frankfurt a. M.

Reichsministerium des Innern
- Regierungsräte beim Reichsministerium des Innern
- Regierungsräte bei den Reichsstatthaltern (eingefügt am 20. Juli 1933[1])
- Regierungsräte bei der Reichsstelle für das Auswanderungswesen
- Regierungsräte beim Reichskommissar für Überwachung der öffentlichen Ordnung
- Regierungsräte als Mitarbeiter beim Reichsgesundheitsamt
- Regierungsräte als Mitarbeiter bei der Physikalisch-Technischen Reichsanstalt
- Archivräte als Mitarbeiter beim Reichsarchiv
- Regierungsräte beim Zentralnachweiseamt für Kriegerverluste und Kriegergräber
- Regierungsräte beim Reichsamt für Landesaufnahme
- Regierungsräte als Mitarbeiter bei der Chemisch-Technischen Reichsanstalt
- Regierungsräte bei der Filmprüfstelle Berlin
- Regierungsräte bei der Reichsanstalt für Erdbebenforschung in Jena

Reichsministerium für die besetzten Gebiete
- Regierungsräte beim Reichsministerium für die besetzten Gebiete
- Regierungsräte beim Reichskommissariat für die besetzten rheinischen Gebiete
- Regierungsräte bei der Reichsvermögensverwaltung für die besetzten rheinischen Gebiete
- Regierungsbauräte bei der Reichsvermögensverwaltung für die besetzten rheinischen Gebiete

Reichsministerium für Volksaufklärung und Propaganda (eingefügt am 8. Mai 1933)
- Regierungsräte beim Reichsministerium für Volksaufklärung und Propaganda

Reichswirtschaftsministerium
- Regierungsräte beim Reichswirtschaftsministerium
- Regierungsräte als Mitarbeiter beim Statistischen Reichsamt
- Regierungsräte als Mitarbeiter beim Reichsaufsichtsamt für Privatversicherung

Vorläufiger Reichswirtschaftsrat
- Stenographen

Reichsarbeitsministerium
- Regierungsräte beim Reichsarbeitsministerium
- Regierungsmedizinalräte beim Reichsarbeitsministerium
- Regierungsräte bei den Versorgungsdienststellen
- Regierungsmedizinalräte bei den Versorgungsdienststellen
- Regierungsapotheker bei den Versorgungsdienststellen

Reichswehrministerium
Heer
- Regierungsräte beim Reichswehrministerium
- Regierungsbauräte beim Reichswehrministerium
- Heeresmusikinspizient
- Regierungsräte bei den Kommandobehörden
- Regierungsräte beim Bildungswesen
- Bibliothekar bei der Heeresbücherei
- Intendanturräte
- Regierungsräte bei den Wehrkreisverwaltungsämtern
- Regierungsrat als Leiter des Heeresbekleidungsamts in Berlin
- Forstmeister
- Regierungsbauräte bei der Heeresbauverwaltung
- Pfarrer
- Heeresanwälte
- Oberstabsapotheker
- Regierungsapotheker
- Intendanturräte als Vorsitzende von Remontierungskommissionen
- Tierärzte bei den Remonteämtern
- Regierungsbauräte bei der Verwaltung der Zeugämter

Marine
- Regierungsräte beim Reichswehrministerium
- Intendanturräte beim Reichswehrministerium
- Marinebauräte beim Reichswehrministerium
- Regierungsbauräte beim Reichswehrministerium
- Regierungsräte beim Bildungswesen
- Studienräte beim Bildungswesen
- Intendanturräte
- Regierungsbauräte bei der Marinebauverwaltung
- Marinepfarrer
- Marinekriegsgerichtsräte
- Marineanwälte
- Regierungsapotheker
- Regierungsrat beim Observatorium in Wilhelmshaven
- Marinebauräte bei der Werft Wilhelmshaven und beim Arsenal Kiel
  - sowie beim Artilleriewesen, Torpedowesen und Sperrwesen (hinzugefügt am 4. September 1934[10])
- Regierungsrat beim Artillerie- und Befestigungswesen
  - Regierungsräte bei der Werft Wilhelmshaven und beim Arsenal Kiel sowie beim Artilleriewesen, Torpedowesen und Sperrwesen
  - Regierungsräte bei der Chemisch-Physikalischen Versuchsanstalt
  - Regierungsräte bei der Nachrichtenmittelversuchsanstalt (geändert am 4. September 1934[10])
- Regierungsrat als Vorsteher des Torpedolaboratoriums (gestrichen am 4. September 1934[10])
- Regierungschemiker beim Torpedowesen
- Lotsenkommandeur

Reichsjustizministerium
- Regierungsräte beim Reichsjustizministerium
- Bibliothekare beim Reichsgericht
- Archivrat beim Reichsgericht
- Erste Staatsanwälte bei der Reichsanwaltschaft
- Regierungsräte als Mitarbeiter beim Reichspatentamt
- Bibliothekar als Leiter der Bücherei beim Reichspatentamt
- Bibliothekar beim Reichspatentamt

Reichsministerium für Ernährung und Landwirtschaft
- Regierungsräte beim Reichsministerium für Ernährung und Landwirtschaft
- Regierungsräte als Mitarbeiter bei der Biologischen Reichsanstalt für Land- und Forstwirtschaft
- Regierungsräte bei der Reichsregisterstelle für Futtermittel (ergänzt am 3. Juli 1929[3])

Reichsverkehrsministerium
- Regierungsräte beim Reichsverkehrsministerium
- Regierungsbauräte beim Reichsverkehrsministerium
- Regierungsräte bei der Deutschen Seewarte
- Regierungsräte beim Reichskanalamt
- Regierungsbauräte beim Reichskanalamt
- Betriebsdirektor beim Reichskanalamt
- Regierungsräte bei der Wasserstraßenverwaltung
- Regierungsbauräte bei der Wasserstraßenverwaltung
- Regierungsräte beim Reichskommissariat für Seeschiffsvermessung
- Regierungsbauräte beim Reichskommissariat für Seeschiffsvermessung
- Regierungsräte bei den Seeschiffahrtsbehörden und Behörden für die Untersuchung von Seeunfällen (Reichsoberseeamt und Reichskommissare bei den Seeämtern)
- Regierungsbaurat bei der Flughafenfunkstelle (gestrichen am 27. Februar 1933[8])

Rechnungshof
- Regierungsräte beim Reichssparkommissar Regierungsräte beim Rechnungshof (geändert am 13. Dezember 1933[7])

Reichsfinanzministerium
- Regierungsräte beim Reichsfinanzministerium
- Regierungsbauräte beim Reichsfinanzministerium
- Regierungsräte beim Reichsentschädigungsamt für Kriegsschäden
- Regierungsräte beim Reichskommissariat für Reparationslieferungen
- Regierungsbauräte beim Reichskommissariat für Reparationslieferungen
- Regierungsräte beim Reichsausgleichsamt
- Regierungsräte bei den Landesfinanzämtern und deren nachgeordneten Behörden
- Forstmeister
- Regierungschemiker
- Regierungsbauräte bei der Reichsbauverwaltung
- Regierungsräte bei der Liegenschaftsverwaltung der I. Besatzungszone
- Regierungsbauräte bei der Liegenschaftsverwaltung der I. Besatzungszone
- Regierungsräte beim Reichsmonopolamt für Branntwein

Reichskommissariat für die Luftfahrt Reichsluftfahrtministerium (eingefügt am 27. Februar 1933, geändert am 5. Juli 1934)
- Regierungsräte beim Reichskommissariat für die Luftfahrt Reichsluftfahrtministerium (geändert am 5. Juli 1934[2])
- Regierungsbauräte beim Reichskommissariat für die Luftfahrt Reichsluftfahrtministerium (geändert am 5. Juli 1934[2])
- Regierungsrat beim Reichsamt für Flugsicherung
- Regierungsbaurat beim Reichsamt für Flugsicherung
- Regierungsräte bei den Luftämtern (hinzugefügt am 5. Juli 1934[11])
- Regierungsbauräte bei den Luftämtern (hinzugefügt am 5. Juli 1934[11])

Reichspostministerium
- Posträte
- Postbauräte
- Postdirektoren
- Telegraphendirektoren
- Regierungsräte bei der Reichsdruckerei

### Besoldungsgruppe A 2d
Büro des Reichspräsidenten
- Ministerialamtmänner

Reichskanzlei
- Ministerialamtmänner
- Ministerialamtmänner beim Stellvertreter des Reichskanzlers (hinzugefügt am 20. Juli 1933[1])
- Ministerialamtmänner beim Generalinspektor für das deutsche Straßenwesen (hinzugefügt am 5. Juli 1934[2])

Auswärtiges Amt
- Ministerialamtmänner
- Rendant der Legationskasse
- Ministerialamtmann bei der Vereinigten Presseabteilung der Reichsregierung
- Kanzler bei den Botschaften, Gesandtschaften und Generalkonsulaten

Reichsministerium des Innern
- Ministerialamtmänner

Reichsministerium für die besetzten Gebiete
- Ministerialamtmänner beim Reichsministerium für die besetzten Gebiete
- Ministerialamtmänner beim Reichskommissariat für die besetzten rheinischen Gebiete

Reichsministerium für Volksaufklärung und Propaganda (eingefügt am 8. Mai 1933)
- Ministerialamtmänner

Reichswirtschaftsministerium
- Ministerialamtmänner

Vorläufiger Reichswirtschaftsrat
- Amtmänner

Reichsarbeitsministerium
- Ministerialamtmänner
- Rendant der Reichsarbeitskasse

Reichswehrministerium
Heer
- Ministerialamtmänner

Marine
- Ministerialamtmänner

Reichsjustizministerium
- Ministerialamtmänner
- Amtmänner beim Reichsgericht
- Archivrat beim Reichsgericht

Reichsministerium für Ernährung und Landwirtschaft
- Ministerialamtmänner

Reichsverkehrsministerium
- Ministerialamtmänner

Rechnungshof
- Ministerialamtmänner beim Rechnungshof
- Ministerialamtmänner beim Reichssparkommissar (gestrichen am 13. Dezember 1933[7])

Reichsschuldenverwaltung
- Verwaltungsdirektoren

Reichsfinanzministerium
- Ministerialamtmänner
- Ministerialamtmänner bei der Reichshauptkasse
- Amtmänner beim Reichsfinanzhof
- Zollräte
- Steuerräte

Reichskommissariat für die Luftfahrt Reichsluftfahrtministerium (eingefügt am 27. Februar 1933, geändert am 5. Juli 1934)
- Ministerialamtmänner

Reichspostministerium
- Ministerialamtmänner
- Postamtmänner in Stellen von besonderer Bedeutung

### Besoldungsgruppe A 3
Reichstag
- Verwaltungsamtmann

Auswärtiges Amt
- Kanzler bei den Auslandsbehörden, soweit nicht in Besoldungsgruppe A 2d
- Verwaltungsamtmann in Paris
- Verwaltungsamtmann beim Archäologischen Institut in Berlin (hinzugefügt am 16. März 1931[13])

Reichsministerium des Innern
- Verwaltungsamtmänner beim Reichsgesundheitsamt
- Verwaltungsamtmann bei der Physikalisch-Technischen Reichsanstalt
- Verwaltungsamtmann beim Reichsarchiv
- Verwaltungsamtmann beim Zentralnachweiseamt für Kriegerverluste und Kriegergräber
- Verwaltungsamtmann beim Reichsamt für Landesaufnahme
- Vermessungsamtmänner beim Reichsamt für Landesaufnahme
- Verwaltungsamtmann bei der Chemisch-Technischen Reichsanstalt
- Verwaltungsamtmann bei der Filmprüfstelle München als Vorsitzender einer Prüfkammer
- Verwaltungsamtmann beim Gesetzsammlungsamt

Reichsministerium für die besetzten Gebiete
- Verwaltungsamtmänner bei der Reichsvermögensverwaltung für die besetzten rheinischen Gebiete
- Technischer Amtmann bei der Reichsvermögensverwaltung für die besetzten rheinischen Gebiete

Reichswirtschaftsministerium
- Verwaltungsamtmänner beim Statistischen Reichsamt
- Verwaltungsamtmann beim Reichsaufsichtsamt für Privatversicherung
- Verwaltungsamtmann beim Reichswirtschaftsgericht

Reichsarbeitsministerium
- Verwaltungsamtmann beim Reichsversicherungsamt
- Verwaltungsamtmänner bei den Versorgungsdienststellen
- Verwaltungsamtmann beim Reichsversorgungsgericht

Reichswehrministerium
Heer
- Vermessungsamtmänner beim Reichswehrministerium
- Verwaltungsamtmänner beim Bildungswesen und bei den Wehrkreisverwaltungsämtern
- Technische Verwaltungsamtmänner bei der Verwaltung der Zeugämter und bei der Festungsbauverwaltung
- Vorsteher der Remonteämter als Leiter besonders großer Remonteämter

Marine
- Vermessungsamtmänner beim Reichswehrministerium
- Marineoberstabszahlmeister
- Intendanturamtmänner
- Verwaltungsamtmänner bei den Werften, beim Festungsbauwesen und beim Torpedowesen
- Marinestabsingenieure bei den Werften, beim Artilleriewesen, beim Torpedowesen und beim Minenwesen

Reichsjustizministerium
- Verwaltungsamtmänner beim Reichspatentamt

Reichsministerium für Ernährung und Landwirtschaft
- Verwaltungsamtmann bei der Biologischen Reichsanstalt für Land- und Forstwirtschaft

Reichsverkehrsministerium
- Hafenkapitäne beim Reichskanalamt
- Vermessungsamtmann bei der Wasserstraßenverwaltung
- Verwaltungsamtmann beim Reichswasserschutz

Reichsschuldenverwaltung
- Finanzamtmänner

Reichsfinanzministerium
- Verwaltungsamtmänner beim Reichsentschädigungsamt für Kriegsschäden
- Verwaltungsamtmänner beim Reichskommissariat für Reparationslieferungen
- Verwaltungsamtmänner beim Reichsausgleichsamt
- Steueramtmänner bei den Landesfinanzämtern und deren nachgeordneten Behörden sowie beim Reichsfinanzzeugamt
- Zollamtmänner bei den Landesfinanzämtern und deren nachgeordneten Behörden sowie beim Reichsfinanzzeugamt
- Verwaltungsamtmänner bei der Reichsbauverwaltung
- Verwaltungsamtmann bei der Liegenschaftsverwaltung der I. Besatzungszone
- Zollamtmänner beim Reichsmonopolamt für Branntwein

Reichsluftfahrtministerium (eingefügt am 5. Juli 1934)
- Verwaltungsamtmann beim Reichsamt für Flugsicherung
- Verwaltungsamtmänner bei den Luftämtern (hinzugefügt am 5. Juli 1934[11])

Reichspostministerium
- Postamtmänner
- Abteilungsvorsteher bei der Reichsdruckerei
- Verwaltungsamtmänner bei der Reichsdruckerei

### Besoldungsgruppe A 4a
Reichsministerium des Innern
- Regierungsoberinspektoren und Oberregierungssekretäre beim Reichsgesundheitsamt
- Regierungsoberinspektoren und Oberregierungssekretäre bei der Physikalisch-Technischen Reichsanstalt
- Technische Oberinspektoren und technische Obersekretäre bei der Physikalisch-Technischen Reichsanstalt
- Regierungsoberinspektoren und Oberregierungssekretäre beim Reichsarchiv
- Regierungsoberinspektoren und Oberregierungssekretäre bei der Chemisch-Technischen Reichsanstalt

Reichswirtschaftsministerium
- Regierungsoberinspektoren und Oberregierungssekretäre beim Statistischen Reichsamt
- Regierungsoberinspektoren und Oberregierungssekretäre beim Reichsaufsichtsamt für Privatversicherung
- Regierungsoberinspektoren und Oberregierungssekretäre beim Reichswirtschaftsgericht

Reichsarbeitsministerium
- Regierungsoberinspektoren und Oberregierungssekretäre beim Reichsversicherungsamt
- Regierungsoberinspektoren und Oberregierungssekretäre bei der Reichsarbeitsverwaltung (Restverwaltung)
- Regierungsoberinspektoren und Oberregierungssekretäre beim Reichsversorgungsgericht

Reichsjustizministerium
- Regierungsoberinspektoren und Oberregierungssekretäre beim Reichspatentamt

Reichsministerium für Ernährung und Landwirtschaft
- Regierungsoberinspektoren und Oberregierungssekretäre bei der Biologischen Reichsanstalt für Land- und Forstwirtschaft

Reichsschuldenverwaltung
- Oberfinanzinspektoren und Oberfinanzsekretäre

### Besoldungsgruppe A 4b
Büro des Reichspräsidenten
- Regierungsoberinspektoren

Reichstag
- Regierungsoberinspektor
- Technischer Oberinspektor (hinzugefügt am 18. März 1933[12])

Reichskanzlei
- Regierungsoberinspektoren beim Stellvertreter des Reichskanzlers (eingefügt am 20. Juli 1933[1])
- Regierungsoberinspektor bei der Vertretung der Reichsregierung in München
- Regierungsoberinspektoren beim Generalinspektor für das deutsche Straßenwesen (hinzugefügt am 5. Juli 1934[2])

Auswärtiges Amt
- Regierungsoberinspektoren im Sekretariats- und Registraturdienst beim Auswärtigen Amt
- Regierungsoberinspektoren im Sekretariats- und Registraturdienst bei der Vereinigten Presseabteilung der Reichsregierung
- Oberinspektoren bei den Auslandsbehörden
- Regierungsoberinspektoren bei der Reichsstelle für Nachlässe und Nachforschungen im Ausland
- Regierungsoberinspektor beim Archäologischen Institut in Berlin

Reichsministerium des Innern
- Regierungsoberinspektoren im Sekretariats- und Registraturdienst beim Reichsministerium des Innern
- Regierungsoberinspektor bei den Reichsstatthaltern (eingefügt am 20. Juli 1933[1])
- Regierungsoberinspektoren bei den nachgeordneten Behörden, soweit nicht in Besoldungsgruppe A 4a
- Oberlandmesser beim Reichsamt für Landesaufnahme
- Obertrigonometer beim Reichsamt für Landesaufnahme
- Obertopographen beim Reichsamt für Landesaufnahme
- Oberkartographen beim Reichsamt für Landesaufnahme
- Technische Oberinspektoren beim Reichsamt für Landesaufnahme
- Kartenvertriebsdirigent beim Reichsamt für Landesaufnahme

Reichsministerium für die besetzten Gebiete
- Regierungsoberinspektoren im Sekretariats- und Registraturdienst beim Reichsministerium für die besetzten Gebiete
- Regierungsoberinspektor im Sekretariatsdienst beim Reichskommissar für die besetzten rheinischen Gebiete
- Regierungsoberinspektoren bei der Reichsvermögensverwaltung für die besetzten rheinischen Gebiete in Koblenz
- Regierungsoberbauinspektoren bei der Reichsvermögensverwaltung für die besetzten rheinischen Gebiete in Koblenz und bei den Ortsbehörden der Reichsvermögensverwaltung
- Verwaltungsoberinspektoren bei den Ortsbehörden der Reichsvermögensverwaltung für die besetzten rheinischen Gebiete

Reichsministerium für Volksaufklärung und Propaganda (eingefügt am 8. Mai 1933)
- Regierungsoberinspektoren im Sekretariats- und Registraturdienst beim Reichsministerium für Volksaufklärung und Propaganda

Reichswirtschaftsministerium
- Regierungsoberinspektoren im Sekretariats- und Registraturdienst beim Reichswirtschaftsministerium

Vorläufiger Reichswirtschaftsrat
- Regierungsoberinspektor im Sekretariatsdienst

Reichsarbeitsministerium
- Regierungsoberinspektoren im Sekretariats- und Registraturdienst beim Reichsarbeitsministerium
- Regierungsoberinspektor beim Deutschen Arbeitsschutzmuseum (ergänzt am 15. Juli 1930[9])
- Regierungsoberinspektoren bei den Hauptversorgungsämtern und bei der Reichsarbeitskasse
- Verwaltungsoberinspektoren bei den übrigen Versorgungsdienststellen

Reichswehrministerium
Heer
- Regierungsoberinspektoren – technische und nichttechnische – im Sekretariats- und Registraturdienst beim Reichswehrministerium
- Obertrigonometer
- Oberkartographen
- Stabszahlmeister
- Oberinspektoren beim Bildungswesen
- Oberintendanturinspektoren
- Regierungsoberinspektoren bei den Wehrkreisverwaltungsämtern
- Verwaltungsoberinspektoren bei den Wirtschafts- und Rechnungsämtern
- Heeresverpflegungsamtsvorsteher
- Verwaltungsoberinspektoren bei den Heeresverpflegungsämtern
- Heeresbekleidungsamtsvorsteher in München
- Verwaltungsoberinspektoren bei den Heeresbekleidungsämtern
- Heeresunterkunftsamtsvorsteher
- Verwaltungsoberinspektoren bei den Heeresunterkunftsämtern
- Regierungsoberbauinspektoren bei der Heeresbauverwaltung
- Oberinspektoren bei den Heeresanwaltschaften
- Verwaltungsoberinspektoren beim Sanitätswesen
- Vorsteher der Remonteämter, soweit nicht in Besoldungsgruppe A 3
- Technische Oberinspektoren bei der Verwaltung der Zeugämter
- Technische Oberinspektoren beim Pionierwesen und bei der Festungsbauverwaltung
- Technische Oberinspektoren beim Kraftfahrwesen
- Technische Oberinspektoren beim Nachrichtenwesen
- Waffenoberrevisoren im Abnahme- und Revisionsdienst beim Waffen-, Munitions- und Gerätwesen

Marine
- Regierungsoberinspektoren – technische und nichttechnische – im Sekretariats- und Registraturdienst beim Reichswehrministerium
- Oberkartographen beim Reichswehrministerium
- Marinestabszahlmeister
- Oberintendanturinspektoren
- Marineverpflegungsamtsvorsteher
- Verwaltungsoberinspektoren bei den Marineverpflegungsämtern, bei den Marinebekleidungsämtern, bei den Marineunterkunftsämtern und beim Sanitätswesen
- Marineunterkunftsamtsvorsteher
- Regierungsoberbauinspektoren bei der Marinebauverwaltung
- Obermarinegerichtsinspektoren
- Oberinspektoren bei den Marineanwälten
- Magazinvorsteher bei den Werften Magazinvorsteher beim Arsenal Kiel (geändert am 18. März 1933[12])
- Oberwerftinspektoren
- Marineoberingenieure bei den Werften, beim Artilleriewesen, beim Torpedowesen und beim Minenwesen
- Regierungsoberbauinspektoren beim Festungsbauwesen
- Oberinspektoren beim Torpedowesen

Reichsjustizministerium
- Regierungsoberinspektoren im Sekretariats- und Registraturdienst beim Reichsjustizministerium und beim Reichsgericht

Reichsministerium für Ernährung und Landwirtschaft
- Regierungsoberinspektoren im Sekretariats- und Registraturdienst beim Reichsministerium für Ernährung und Landwirtschaft
- Regierungsoberinspektoren beim Reichserbhofgericht (hinzugefügt am 5. Juli 1934[2])

Reichsverkehrsministerium
- Regierungsoberinspektoren im Sekretariats- und Registraturdienst beim Reichsverkehrsministerium
- Verwaltungsoberinspektoren bei der Deutschen Seewarte
- Verwaltungsoberinspektoren beim Reichskanalamt
- Technische Oberinspektoren beim Reichskanalamt
- Verwaltungsoberinspektoren bei der Wasserstraßenverwaltung
- Technische Oberinspektoren bei der Wasserstraßenverwaltung
- Verwaltungsoberinspektoren beim Reichswasserschutz
- Regierungsoberinspektoren beim Reichskommissariat für Seeschiffsvermessung
- Verwaltungsoberinspektor bei der Zentralstelle für Flugsicherung (ergänzt am 3. Juli 1929[3], gestrichen am 27. Februar 1933[8])

Rechnungshof
- Regierungsoberinspektoren im Sekretariats- und Registraturdienst beim Rechnungshof und beim Reichssparkommissar (gestrichen am 13. Dezember 1933[7])

Reichsfinanzministerium
- Regierungsoberinspektoren im Sekretariats- und Registraturdienst beim Reichsfinanzministerium
- Regierungsoberinspektoren beim Reichsentschädigungsamt für Kriegsschäden, beim Reichskommissariat für Reparationslieferungen, beim Reichsausgleichsamt und bei der Reichshauptkasse
- Technische Oberinspektoren beim Reichskommissariat für Reparationslieferungen
- Regierungsoberinspektoren im Sekretariats- und Registraturdienst beim Reichsfinanzhof
- Obersteuerinspektoren bei den Landesfinanzämtern und deren nachgeordneten Behörden sowie beim Reichsfinanzzeugamt
- Oberzollinspektoren bei den Landesfinanzämtern und deren nachgeordneten Behörden sowie beim Reichsfinanzzeugamt
- Bezirkszollkommissare
- Regierungsoberbauinspektoren bei der Reichsbauverwaltung
- Regierungsoberinspektoren bei der Liegenschaftsverwaltung der I. Besatzungszone
- Regierungsoberbauinspektoren bei der Liegenschaftsverwaltung der I. Besatzungszone
- Verwaltungsoberinspektoren bei der Liegenschaftsverwaltung der I. Besatzungszone
- Oberzollinspektoren beim Reichsmonopolamt für Branntwein

Reichskommissariat für die Luftfahrt Reichsluftfahrtministerium (eingefügt am 27. Februar 1933, geändert am 5. Juli 1934)
- Regierungsoberinspektoren im Sekretariats- und Registraturdienst beim Reichskommissariat für die Luftfahrt Reichsluftfahrtministerium (geändert am 5. Juli 1934[2])
- Regierungsoberinspektoren beim Reichsamt für Flugsicherung
- Regierungsoberinspektoren bei den Luftämtern (hinzugefügt am 5. Juli 1934[11])

Reichspostministerium
- Oberpostinspektoren
- Obertelegrapheninspektoren
- Technische Oberpostinspektoren
- Technische Obertelegrapheninspektoren
- Oberpostbauinspektoren
- Oberpostmeister
- Oberinspektoren bei der Reichsdruckerei
- Technische Oberinspektoren bei der Reichsdruckerei

### Besoldungsgruppe A 4c
Büro des Reichspräsidenten
- Oberregierungssekretäre

Reichstag
- Bibliothekobersekretäre
- Technischer Inspektor
- Obermaschinenmeister
- Oberverwaltungssekretäre

Reichskanzlei
- Ministerialkanzleivorsteher
- Ministerialkanzleivorsteher beim Stellvertreter des Reichskanzlers (eingefügt am 20. Juli 1933[1])
- Oberregierungssekretär bei der Vertretung der Reichsregierung in München
- Regierungsinspektoren beim Generalinspektor für das deutsche Straßenwesen (hinzugefügt am 5. Juli 1934[2])
- Technische Inspektoren beim Generalinspektor für das deutsche Straßenwesen (hinzugefügt am 5. Juli 1934[2])

Auswärtiges Amt
- Ministerialkanzleivorsteher
- Oberregierungssekretäre im Sekretariats- und Registraturdienst beim Auswärtigen Amt
- Bibliothekinspektor beim Auswärtigen Amt (eingefügt am 5. Juli 1934[2])
- Oberregierungssekretäre im Sekretariats- und Registraturdienst bei der Vereinigten Presseabteilung der Reichsregierung
- Konsulatssekretäre bei den Auslandsbehörden
- Oberregierungssekretäre bei der Reichsstelle für Nachlässe und Nachforschungen im Ausland
- Oberregierungssekretär als Registraturvorsteher bei der Reichsstelle für Nachlässe und Nachforschungen im Ausland
- Oberregierungssekretär beim Archäologischen Institut in Berlin

Reichsministerium des Innern
- Ministerialkanzleivorsteher
- Oberregierungssekretäre im Sekretariats- und Registraturdienst beim Reichsministerium des Innern
- Oberregierungssekretäre bei den Reichsstatthaltern (eingefügt am 20. Juli 1933[1])
- Bibliothekobersekretär beim Reichsministerium des Innern
- Oberregierungssekretäre bei den nachgeordneten Behörden, soweit nicht in Besoldungsgruppe A 4a
- Kartographen beim Reichsarchiv
- Hilfsarchivare beim Reichsarchiv
- Trigonometer beim Reichsamt für Landesaufnahme
- Topographen beim Reichsamt für Landesaufnahme
- Kartographen beim Reichsamt für Landesaufnahme
- Technische Obersekretäre beim Reichsamt für Landesaufnahme
- Photogrammeter beim Reichsamt für Landesaufnahme

Reichsministerium für die besetzten Gebiete
- Ministerialkanzleivorsteher beim Reichsministerium für die besetzten Gebiete
- Oberregierungssekretäre im Sekretariats- und Registraturdienst beim Reichsministerium für die besetzten Gebiete
- Oberregierungssekretär im Sekretariatsdienst beim Reichskommissariat für die besetzten rheinischen Gebiete
- Oberregierungssekretäre bei der Reichsvermögensverwaltung für die besetzten rheinischen Gebiete in Koblenz
- Oberregierungsbausekretäre bei der Reichsvermögensverwaltung für die besetzten rheinischen Gebiete in Koblenz und bei den Ortsbehörden der Reichsvermögensverwaltung
- Oberverwaltungssekretäre bei den Ortsbehörden der Reichsvermögensverwaltung für die besetzten rheinischen Gebiete

Reichsministerium für Volksaufklärung und Propaganda (eingefügt am 8. Mai 1933)
- Ministerialkanzleivorsteher
- Oberregierungssekretäre im Sekretariats- und Registraturdienst beim Reichsministerium für Volksaufklärung und Propaganda

Reichswirtschaftsministerium
- Ministerialkanzleivorsteher
- Oberregierungssekretäre im Sekretariats- und Registraturdienst beim Reichswirtschaftsministerium
- Bibliothekobersekretär beim Reichswirtschaftsministerium
- Oberregierungssekretäre als Registraturvorsteher beim Statistischen Reichsamt
- Bibliothekobersekretär beim Statistischen Reichsamt

Vorläufiger Reichswirtschaftsrat
- Oberregierungssekretäre im Sekretariatsdienst

Reichsarbeitsministerium
- Ministerialkanzleivorsteher
- Oberregierungssekretäre im Sekretariats- und Registraturdienst beim Reichsarbeitsministerium
- Oberregierungssekretäre bei den Hauptversorgungsämtern und bei der Reichsarbeitskasse
- Oberverwaltungssekretäre bei den übrigen Versorgungsdienststellen
- Oberregierungssekretäre als Registraturvorsteher bei den Hauptversorgungsämtern

Reichswehrministerium
Heer
- Ministerialkanzleivorsteher
- Oberregierungssekretäre – technische und nichttechnische – im Sekretariats- und Registraturdienst beim Reichswehrministerium
- Oberregierungssekretäre als Registraturvorsteher bei den Kommandobehörden und Wehrkreisverwaltungsämtern
- Trigonometer
- Kartographen
- Zahlmeister, Oberzahlmeister
- Technische Obersekretäre bei den Kommandobehörden
- Obersekretäre beim Bildungswesen
- Bibliothekobersekretäre beim Bildungswesen
- Oberintendantursekretäre
- Oberregierungssekretäre bei den Wehrkreisverwaltungsämtern
- Oberverwaltungssekretäre bei den Wirtschafts- und Rechnungsämtern
- Oberverwaltungssekretäre bei den Heeresverpflegungsämtern
- Oberverwaltungssekretäre bei den Heeresbekleidungsämtern
- Oberverwaltungssekretäre bei den Heeresunterkunftsämtern
- Oberregierungsbausekretäre bei der Heeresbauverwaltung
- Obersekretäre bei den Heeresanwaltschaften
- Oberverwaltungssekretäre beim Sanitätswesen
- Remonteamtsverwalter bei den Remonteämtern
- Betriebsleiter bei den Remonteämtern
- Oberverwaltungssekretäre bei den Remonteämtern
- Technische Obersekretäre bei der Verwaltung der Zeugämter
- Technische Obersekretäre beim Pionierwesen und bei der Festungsbauverwaltung
- Technische Obersekretäre beim Kraftfahrwesen
- Technische Obersekretäre beim Nachrichtenwesen
- Waffenrevisoren im Abnahme- und Revisionsdienst beim Waffen-, Munitions- und Gerätwesen

Marine
- Ministerialkanzleivorsteher
- Oberregierungssekretäre – technische und nichttechnische – im Sekretariats- und Registraturdienst beim Reichswehrministerium
- Bibliothekobersekretäre beim Reichswehrministerium und beim Bildungswesen
- Kartographen beim Reichswehrministerium
- Oberregierungssekretäre als Registraturvorsteher bei den Kommandobehörden, bei den Intendanturen und bei den Werften
- Marinezahlmeister, Marineoberzahlmeister
- Oberintendantursekretäre
- Marineverpflegungsamtsvorsteher
- Oberverwaltungssekretäre bei den Marineverpflegungsämtern
- Oberverwaltungssekretäre bei den Marinebekleidungsämtern
- Oberverwaltungssekretäre bei den Marineunterkunftsämtern
- Oberregierungsbausekretäre bei der Marinebauverwaltung
- Obermarinegerichtssekretäre
- Obersekretäre bei den Marineanwälten
- Oberverwaltungssekretäre beim Sanitätswesen
- Marineobersekretär beim Observatorium in Wilhelmshaven
- Oberwerftsekretäre
- Technische Obersekretäre bei den Werften
- Oberregierungsbausekretäre beim Festungsbauwesen Oberregierungsbausekretäre beim Festungsbauwesen und bei den Werften (geändert am 18. März 1933[12])
- Technische Obersekretäre beim Artilleriewesen
- Obersekretäre beim Torpedowesen
- Technische Obersekretäre beim Torpedowesen
- Technische Obersekretäre beim Minenwesen
- Marineobersekretär beim Küsten- und Vermessungswesen
- Werkstättenvorsteher bei den Werften und beim Torpedowesen
- Seekapitäne bei den Werften sowie beim Küsten- und Vermessungswesen
- Erste Seemaschinisten bei den Werften Erste Seemaschinisten bei den Werften sowie beim Küsten- und Vermessungswesen (geändert am 18. März 1933[12])
- Lotsen beim Seezeichen- und Lotsenamt der Jade

Reichsjustizministerium
- Ministerialkanzleivorsteher im Reichsjustizministerium
- Oberregierungssekretäre im Sekretariats- und Registraturdienst beim Reichsjustizministerium
- Kanzleivorsteher beim Reichsgericht
- Oberregierungssekretäre im Sekretariats- und Registraturdienst beim Reichsgericht

Reichsministerium für Ernährung und Landwirtschaft
- Ministerialkanzleivorsteher
- Oberregierungssekretäre im Sekretariats- und Registraturdienst beim Reichsministerium für Ernährung und Landwirtschaft
- Regierungsinspektoren beim Reichserbhofgericht (eingefügt am 5. Juli 1934[2])
- Obergärtner bei der Biologischen Reichsanstalt für Land- und Forstwirtschaft
- Oberverwaltungssekretär bei der Reichsregisterstelle für Futtermittel (ergänzt am 3. Juli 1929[3])

Reichsverkehrsministerium
- Ministerialkanzleivorsteher
- Oberregierungssekretäre im Sekretariats- und Registraturdienst beim Reichsverkehrsministerium
- Seekapitän bei der Seezeichenverwaltung
- Erste Seesteuermänner bei der Seezeichenverwaltung
- Technische Obersekretär bei der Seezeichenverwaltung
- Oberverwaltungssekretäre bei der Deutschen Seewarte
- Inspektoren bei der Deutschen Seewarte Nautische Inspektoren bei der Deutschen Seewarte (geändert am 18. März 1933[12])
- Oberverwaltungssekretäre beim Reichskanalamt
- Technische Obersekretäre beim Reichskanalamt
- Technische Obersekretäre als Maschinenbetriebsleiter in Holtenau und Brunsbüttelkoog
- Lotsen beim Reichskanalamt
- Kanalmeister beim Reichskanalamt auf besonders wichtigen Dienstposten
- Oberverwaltungssekretäre bei der Wasserstraßenverwaltung
- Technische Obersekretäre bei der Wasserstraßenverwaltung
- Oberverwaltungssekretäre beim Reichswasserschutz
- Oberregierungssekretäre beim Reichskommissariat für Seeschiffsvermessung
- Technischer Obersekretär bei der Flughafenfunkstelle (gestrichen am 27. Februar 1933[8])

Rechnungshof
- Ministerialkanzleivorsteher beim Rechnungshof
- Oberregierungssekretäre im Sekretariats- und Registraturdienst beim Rechnungshof
- Oberregierungssekretäre im Sekretariatsdienst beim Reichssparkommissar (gestrichen am 13. Dezember 1933[7])

Reichsfinanzministerium
- Ministerialkanzleivorsteher beim Reichsfinanzministerium
- Oberregierungssekretäre im Sekretariats- und Registraturdienst beim Reichsfinanzministerium
- Oberregierungssekretäre beim Reichsentschädigungsamt für Kriegsschäden, beim Reichskommissariat für Reparationslieferungen, beim Reichsausgleichsamt und bei der Reichshauptkasse
- Technische Obersekretäre beim Reichskommissariat für Reparationslieferungen
- Kanzleivorsteher beim Reichsfinanzhof
- Oberregierungssekretäre im Sekretariats- und Registraturdienst beim Reichsfinanzhof
- Obersteuersekretäre bei den Landesfinanzämtern und deren nachgeordneten Behörden sowie beim Reichsfinanzzeugamt
- Oberzollsekretäre bei den Landesfinanzämtern und deren nachgeordneten Behörden sowie beim Reichsfinanzzeugamt
- Zollkapitäne (eingefügt am 18. März 1933[12])
- Oberregierungsbausekretäre bei der Reichsbauverwaltung
- Oberregierungssekretäre bei der Liegenschaftsverwaltung der I. Besatzungszone
- Oberregierungsbausekretäre bei der Liegenschaftsverwaltung der I. Besatzungszone
- Oberverwaltungssekretäre bei der Liegenschaftsverwaltung der I. Besatzungszone
- Oberzollsekretäre beim Reichsmonopolamt für Branntwein

Reichskommissariat für die Luftfahrt Reichsluftfahrtministerium (eingefügt am 27. Februar 1933, geändert am 5. Juli 1934)
- Ministerialkanzleivorsteher beim Reichskommissariat für die Luftfahrt Reichsluftfahrtministerium (geändert am 5. Juli 1934[2])
- Oberregierungssekretäre im Sekretariats- und Registraturdienst beim Reichskommissariat für die Luftfahrt Reichsluftfahrtministerium (geändert am 5. Juli 1934[2])
- Oberregierungssekretär beim Reichsamt für Flugsicherung
- Technischer Obersekretär beim Reichsamt für Flugsicherung
- Regierungsinspektoren bei den Luftämtern (hinzugefügt am 5. Juli 1934[11])

Reichspostministerium
- Ministerialkanzleivorsteher
- Oberpostsekretäre
- Obertelegraphensekretäre
- Technische Oberpostsekretäre
- Technische Obertelegraphensekretäre
- Oberpostbausekretäre
- Postmeister
- Obersekretäre bei der Reichsdruckerei
- Technische Obersekretäre bei der Reichsdruckerei

### Besoldungsgruppe A 5a
Reichsministerium des Innern
- Werksekretäre bei der Physikalisch-Technischen Reichsanstalt (eingefügt am 18. März 1933[12])
- Photograph beim Reichsarchiv
- Lithographen beim Reichsamt für Landesaufnahme
- Kupferstecher beim Reichsamt für Landesaufnahme
- Photographen beim Reichsamt für Landesaufnahme

Reichswehrministerium
Heer
- Lithograph beim Reichswehrministerium
- Heeresschneidermeister (hinzugefügt am 18. März 1933[12])
- Heeresschuhmachermeister (hinzugefügt am 18. März 1933[12])

Marine
- Lithographen beim Reichswehrministerium
- Photographen beim Reichswehrministerium und bei der Werft

Reichsverkehrsministerium
- Lithograph bei der Deutschen Seewarte

Reichspostministerium
- Telegraphenoberwerkmeister

### Besoldungsgruppe A 5b
Büro des Reichspräsidenten
- Ministerialkanzleisekretär

Reichstag
- Kanzleisekretäre

Reichskanzlei
- Ministerialkanzleisekretäre

Auswärtiges Amt
- Ministerialkanzleisekretäre
- Ministerialkanzleisekretär bei der Vereinigten Presseabteilung der Reichsregierung

Reichsministerium des Innern
- Ministerialkanzleisekretäre
- Kanzleivorsteher beim Reichsgesundheitsamt

Reichsministerium für die besetzten Gebiete
- Ministerialkanzleisekretär beim Reichsministerium für die besetzten Gebiete
- Ministerialkanzleisekretär beim Reichskommissariat für die besetzten rheinischen Gebiete
- Kanzleivorsteher bei der Reichsvermögensverwaltung für die besetzten rheinischen Gebiete

Reichsministerium für Volksaufklärung und Propaganda (eingefügt am 8. Mai 1933)
- Ministerialkanzleisekretäre

Reichswirtschaftsministerium
- Ministerialkanzleisekretäre
- Kanzleivorsteher beim Statistischen Reichsamt
- Kanzleivorsteher beim Reichsaufsichtsamt für Privatversicherung
- Kanzleivorsteher beim Reichswirtschaftsgericht

Reichsarbeitsministerium
- Ministerialkanzleisekretäre
- Kanzleivorsteher beim Reichsversicherungsamt
- Kanzleivorsteher beim Reichsversorgungsgericht

Reichswehrministerium
Heer
- Ministerialkanzleisekretäre
- Leiter der Druckerei beim Reichswehrministerium (gestrichen am 18. März 1933[12])
- Landwirtschaftliche Sekretäre bei den Remonteämtern
- Waffenmeister

Marine
- Ministerialkanzleisekretäre
- Nautische Sekretäre beim Observatorium in Wilhelmshaven sowie beim Küsten- und Vermessungswesen
- Betriebsleiter bei den Werften Betriebsleiter (Kompaßverwalter, Instrumentenverwalter, Kartenverwalter, Fahrzeugverwalter, Leiter der Werftfeuerwehr, Leiter der Werftpolizei) bei den Werften (geändert am 18. März 1933[12])
- Waffenmeister

Reichsjustizministerium
- Ministerialkanzleisekretäre
- Kanzleisekretäre beim Reichsgericht
- Kanzleivorsteher beim Reichspatentamt

Reichsministerium für Ernährung und Landwirtschaft
- Ministerialkanzleisekretäre

Reichsverkehrsministerium
- Ministerialkanzleisekretäre
- Vorsteher der Hauptagenturen bei der Deutschen Seewarte

Rechnungshof
- Ministerialkanzleisekretäre

Reichsschuldenverwaltung
- Kanzleivorsteher

Reichsfinanzministerium
- Ministerialkanzleisekretäre
- Kanzleisekretäre beim Reichsfinanzhof
- Maschinenbetriebsleiter auf Seezollkreuzern (eingefügt am 18. März 1933[12])
- Betriebsleiter bei der Reichsbauverwaltung

Reichskommissariat für die Luftfahrt Reichsluftfahrtministerium (eingefügt am 27. Februar 1933, geändert am 5. Juli 1934)
- Ministerialkanzleisekretäre

Reichspostministerium
- Ministerialkanzleisekretäre

### Besoldungsgruppe A 5c
Reichswehrministerium
- Revierförster
- Förster

Reichsfinanzministerium
- Revierförster
- Förster

### Besoldungsgruppe A 6
Reichstag
- Oberwerkmeister

Reichsministerium des Innern
- Maschinenmeister bei der Physikalisch-Technischen Reichsanstalt
- Oberwerkmeister beim Reichsamt für Landesaufnahme
- Galvanoplastiker beim Reichsamt für Landesaufnahme

Reichswehrministerium
Heer
- Oberwerkmeister als Leiter der Druckerei beim Reichswehrministerium (eingefügt am 18. März 1933[12])
- Oberwerkmeister bei den Heeresbekleidungsämtern

Marine
- Oberwerkmeister bei den Werften
- Oberwerkmeister beim Torpedowesen
- Oberwerkmeister beim Minenwesen
- Zweite Seesteuermänner bei den Werften sowie beim Küsten- und Vermessungswesen
- Zweite Seemaschinisten bei den Werften sowie beim Küsten- und Vermessungswesen
- Maschinenmeister beim Küsten- und Vermessungswesen

Reichsverkehrsministerium
- Oberwerkmeister beim Reichsverkehrsministerium
- Zweite Seesteuermänner bei der Seezeichenverwaltung
- Zweite Seemaschinisten bei der Seezeichenverwaltung
- Maschinenmeister beim Reichskanalamt
- Schiffsobermaschinisten beim Reichskanalamt
- Schiffskapitäne beim Reichskanalamt
- Seeoberschleusenmeister beim Reichskanalamt
- Kanalmeister beim Reichskanalamt, soweit nicht in Besoldungsgruppe A 4c
- Hafenmeister beim Reichskanalamt
- Baggermeister beim Reichskanalamt
- Oberwerkmeister beim Reichskanalamt

Reichsfinanzministerium
- Oberzollschiffer
- Oberzollmaschinisten

Reichspostministerium
- Telegraphenwerkmeister
- Telegraphenbauführer
- Werkmeister im Kraftwagendienst
- Maschinenmeister

### Besoldungsgruppe A 7
Büro des Reichspräsidenten
- Hausinspektor

Reichstag
- Sekretäre im Büro- und Registraturdienst

Reichskanzlei
- Sekretäre im Büro- und Registraturdienst bei der Reichskanzlei (eingefügt am 23. März 1934[14])
- Sekretär im Bürodienst beim Stellvertreter des Reichskanzlers (eingefügt am 20. Juli 1933[1])
- Hausinspektor
- Sekretäre beim Generalinspektor für das deutsche Straßenwesen (hinzugefügt am 5. Juli 1934[2])

Auswärtiges Amt
- Sekretär im Büro- und Registraturdienst bei der Reichsstelle für Nachlässe und Nachforschungen im Ausland

Reichsministerium des Innern
- Sekretäre im Registraturdienst beim Reichsministerium des Innern Sekretäre im Büro- und Registraturdienst beim Reichsministerium des Innern (geändert am 18. März 1933[12])
- Sekretäre im Büro- und Registraturdienst bei den nachgeordneten Behörden
- Technische Sekretäre bei der Physikalisch-Technischen Reichsanstalt
- Kanzleivorsteher bei der Physikalisch-Technischen Reichsanstalt
- Technische Sekretäre beim Reichsamt für Landesaufnahme
- Kanzleivorsteher beim Reichsamt für Landesaufnahme

Reichsministerium für die besetzten Gebiete
- Sekretäre im Registraturdienst beim Reichsministerium für die besetzten Gebiete
- Sekretäre im Büro- und Registraturdienst bei der Reichsvermögensverwaltung für die besetzten rheinischen Gebiete in Koblenz und bei den Ortsbehörden der Reichsvermögensverwaltung

Reichsministerium für Volksaufklärung und Propaganda (eingefügt am 8. Mai 1933)
- Sekretäre im Büro- und Registraturdienst beim Reichsministerium für Volksaufklärung und Propaganda

Reichswirtschaftsministerium
- Sekretäre im Registraturdienst beim Reichswirtschaftsministerium Sekretäre im Büro- und Registraturdienst beim Reichswirtschaftsministerium (geändert am 18. März 1933[12])
- Sekretäre im Büro- und Registraturdienst beim Statistischen Reichsamt
- Sekretäre im Bürodienst beim Reichsaufsichtsamt für Privatversicherung

Vorläufiger Reichswirtschaftsrat
- Sekretär (eingefügt am 18. März 1933[12])

Reichsarbeitsministerium
- Sekretäre im Registraturdienst beim Reichsarbeitsministerium Sekretäre im Büro- und Registraturdienst beim Reichsarbeitsministerium (geändert am 18. März 1933[12])
- Sekretäre im Büro- und Registraturdienst bei den nachgeordneten Behörden

Reichswehrministerium
Heer
- Verwaltungssekretäre im Registraturdienst beim Reichswehrministerium und bei den nachgeordneten Behörden
  - Sekretäre im Büro- und Registraturdienst beim Reichswehrministerium
  - Verwaltungssekretäre bei den nachgeordneten Behörden (geändert am 18. März 1933[12])
- Technische Sekretäre bei den Kommandobehörden, dem Bildungswesen, bei der Verwaltung der Zeugämter und bei der Festungsbauverwaltung
- Verwaltungssekretäre bei den Heeresverpflegungsämtern, bei den Heeresbekleidungsämtern, bei den Heeresunterkunftsämtern und beim Sanitätswesen

Marine
- Verwaltungssekretäre im Registraturdienst beim Reichswehrministerium und bei den nachgeordneten Behörden
  - Sekretäre im Büro- und Registraturdienst beim Reichswehrministerium
  - Verwaltungssekretäre bei den nachgeordneten Behörden (geändert am 18. März 1933[12])
- Verwaltungssekretäre beim Reichswehrministerium, bei den Marineverpflegungsämtern, bei den Marinebekleidungsämtern, bei den Marineunterkunftsämtern, bei der Marinebauverwaltung, beim Sanitätswesen, bei den Werften, beim Torpedowesen
  - Verwaltungssekretäre bei den Marineverpflegungsämtern, bei den Marinebekleidungsämtern, bei den Marineunterkunftsämtern, bei der Marinebauverwaltung, beim Sanitätswesen, bei den Werften, beim Torpedowesen (geändert am 18. März 1933[12])
- Kanzleivorsteher bei den Werften
- Technische Sekretäre bei den Werften, beim Artilleriewesen, beim Festungsbauwesen, beim Torpedowesen, beim Minenwesen
- Betriebsmeister bei den Werften

Reichsjustizministerium
- Sekretäre im Bürodienst beim Reichsjustizministerium und beim Reichsgericht (eingefügt am 18. März 1933[12])
- Sekretäre im Büro- und Registraturdienst beim Reichspatentamt

Reichsministerium für Ernährung und Landwirtschaft
- Sekretäre im Registraturdienst beim Reichsministerium für Ernährung und Landwirtschaft Sekretäre im Büro- und Registraturdienst beim Reichsministerium für Ernährung und Landwirtschaft (geändert am 18. März 1933[12])
- Sekretäre im Büro- und Registraturdienst bei der Biologischen Reichsanstalt für Land- und Forstwirtschaft
- Sekretär im Büro- und Registraturdienst bei der Reichsregisterstelle für Futtermittel (ergänzt am 3. Juli 1929[3])

Reichsverkehrsministerium
- Sekretäre im Registraturdienst beim Reichsverkehrsministerium Sekretäre im Büro- und Registraturdienst beim Reichsverkehrsministerium (geändert am 18. März 1933[12])
- Sekretäre im Büro- und Registraturdienst bei den nachgeordneten Behörden
- Technische Sekretäre beim Reichskanalamt
- Betriebsmeister beim Reichskanalamt (eingefügt am 18. März 1933[12])
- Technische Sekretäre bei den Flughafenfunkstellen (gestrichen am 27. Februar 1933[8])

Rechnungshof
- Sekretäre im Registraturdienst beim Rechnungshof Sekretäre im Büro- und Registraturdienst beim Rechnungshof (geändert am 18. März 1933[12])

Reichsschuldenverwaltung
- Finanzsekretäre im Büro- und Registraturdienst

Reichsfinanzministerium
- Sekretäre im Registraturdienst beim Reichsfinanzministerium und beim Reichsfinanzhof Sekretäre im Büro- und Registraturdienst beim Reichsfinanzministerium und beim Reichsfinanzhof (geändert am 18. März 1933[12])
- Sekretäre bei der Reichshauptkasse (eingefügt am 5. Juli 1934[2])
- Sekretäre im Büro- und Registraturdienst bei den nachgeordneten Behörden
- Kanzleivorsteher beim Reichsentschädigungsamt für Kriegsschäden
- Kanzleivorsteher beim Reichsausgleichsamt
- Steuersekretäre im Büro- und Registraturdienst, im Vollziehungs- und Außendienst bei den Landesfinanzämtern und deren nachgeordneten Behörden sowie beim Reichsfinanzzeugamt
- Zollsekretäre im Bezirks-, Büro- und Registratur- und Abfertigungsdienst bei den Landesfinanzämtern und deren nachgeordneten Behörden, beim Reichsfinanzzeugamt sowie beim Reichsmonopolamt für Branntwein
- Kanzleivorsteher bei den Landesfinanzämtern
- Technische Sekretäre bei der Reichsbauverwaltung

Reichskommissariat für die Luftfahrt Reichsluftfahrtministerium (eingefügt am 27. Februar 1933, geändert am 5. Juli 1934)
- Sekretäre im Büro- und Registraturdienst beim Reichskommissariat für die Luftfahrt Reichsluftfahrtministerium (geändert am 5. Juli 1934[2]) und bei den nachgeordneten Behörden (hinzugefügt am 5. Juli 1934[11])
- Sekretäre beim Reichsamt für Flugsicherung (eingefügt am 5. Juli 1934[2])
- Technische Sekretäre beim Reichsamt für Flugsicherung Technische Sekretäre bei den nachgeordneten Behörden (geändert am 5. Juli 1934[11])
- Kanzleivorsteher beim Reichsamt für Flugsicherung (hinzugefügt am 5. Juli 1934[2])

Reichspostministerium
- Postsekretäre
- Telegraphensekretäre
- Postverwalter
- Sekretäre bei der Reichsdruckerei

### Besoldungsgruppe A 8a
Reichstag
- Assistenten im Büro- und Registraturdienst
- Maschinenmeister
- Werkführer

Reichskanzlei
- Assistenten im Büro- und Registraturdienst bei der Reichskanzlei (eingefügt am 23. März 1934[14])
- Oberbotenmeister
- Ministerialkanzleiassistent

Auswärtiges Amt
- Ministerialkanzleiassistent beim Auswärtigen Amt
- Ministerialkanzleiassistent bei der Vereinigten Presseabteilung der Reichsregierung
- Werkführer beim Auswärtigen Amt
- Assistenten im Büro- und Registraturdienst bei den Auslandsbehörden

Reichsministerium des Innern
- Ministerialkanzleiassistenten beim Reichsministerium des Innern
- Assistenten im Bürodienst beim Reichsministerium des Innern
- Werkführer beim Reichsministerium des Innern (eingefügt am 18. März 1933[12])
- Assistenten im Büro- und Registraturdienst bei den nachgeordneten Behörden
- Präparatoren beim Reichsgesundheitsamt
- Technische Assistenten bei der Physikalisch-Technischen Reichsanstalt
- Technische Assistenten beim Reichsamt für Landesaufnahme
- Werkführer beim Reichsamt für Landesaufnahme

Reichsministerium für die besetzten Gebiete
- Ministerialkanzleiassistenten beim Reichsministerium für die besetzten Gebiete
- Ministerialkanzleiassistenten beim Reichskommissariat für die besetzten rheinischen Gebiete in Koblenz
- Assistenten im Büro- und Registraturdienst bei der Reichsvermögensverwaltung für die besetzten rheinischen Gebiete in Koblenz und bei den Ortsbehörden der Reichsvermögensverwaltung
- Küster bei der Reichsvermögensverwaltung für die besetzten rheinischen Gebiete

Reichswirtschaftsministerium
- Ministerialkanzleiassistenten beim Reichswirtschaftsministerium
- Assistenten im Büro- und Registraturdienst beim Statistischen Reichsamt
- Assistenten im Bürodienst beim Reichsaufsichtsamt für Privatversicherung (hinzugefügt am 18. März 1933[12])
- Assistenten im Bürodienst beim Reichswirtschaftsgericht (hinzugefügt am 18. März 1933[12])

Vorläufiger Reichswirtschaftsrat
- Kanzleiassistent

Reichsarbeitsministerium
- Ministerialkanzleiassistenten beim Reichsarbeitsministerium
- Assistenten im Büro- und Registraturdienst bei den nachgeordneten Behörden

Reichswehrministerium
Heer
- Ministerialkanzleiassistenten beim Reichswehrministerium
- Assistenten im Büro- und Registraturdienst bei den nachgeordneten Behörden
- Werkführer beim Reichswehrministerium
- Mühlenmeister
- Backmeister
- Regimentssattlermeister
- Werkführer bei den Heeresbekleidungsämtern
- Küster

Marine
- Ministerialkanzleiassistenten beim Reichswehrministerium
- Assistenten im Büro- und Registraturdienst bei den nachgeordneten Behörden
- Werkführer beim Reichswehrministerium
- Backmeister
- Küster
- Oberbauaufseher bei der Marinebauverwaltung, bei den Werften und beim Festungsbauwesen (eingefügt am 18. März 1933[12])
- Technische Assistenten bei den Werften, beim Festungsbauwesen, beim Torpedowesen
- Werkführer bei den Werften
- Lokomotivführer bei den Werften
- Werkführer beim Torpedowesen
- Werkführer beim Minenwesen
- Dritte Seesteuermänner bei den Werften sowie beim Küsten- und Vermessungswesen
- Dritte Seemaschinisten bei den Werften sowie beim Küsten- und Vermessungswesen
- Nautische Assistenten beim Küsten- und Vermessungswesen

Reichsjustizministerium
- Ministerialkanzleiassistenten beim Reichsjustizministerium
- Kanzleiassistenten beim Reichsgericht
- Assistenten im Büro- und Registraturdienst beim Reichspatentamt

Reichsministerium für Ernährung und Landwirtschaft
- Ministerialkanzleiassistenten beim Reichsministerium für Ernährung und Landwirtschaft
- Assistenten im Büro- und Registraturdienst bei der Biologischen Reichsanstalt für Land- und Forstwirtschaft
- Präparator bei der Biologischen Reichsanstalt für Land- und Forstwirtschaft

Reichsverkehrsministerium
- Ministerialkanzleiassistenten beim Reichsverkehrsministerium
- Assistenten im Büro- und Registraturdienst bei den nachgeordneten Behörden
- Technische Assistent bei der Seezeichenverwaltung
- Dritte Seemaschinisten bei der Seezeichenverwaltung
- Technische Assistenten beim Reichskanalamt
- Seeschleusenmeister beim Reichskanalamt
- Schiffsmaschinisten beim Reichskanalamt
- Schiffsführer beim Reichskanalamt
- Werkführer beim Reichskanalamt
- Seeschleusenmeister bei der Wasserstraßenverwaltung
- Technische Assistenten bei den Flughafenfunkstellen (gestrichen am 27. Februar 1933[8])

Rechnungshof
- Ministerialkanzleiassistenten beim Rechnungshof

Reichsschuldenverwaltung
- Finanzassistenten im Büro- und Registraturdienst
- Obergeldzähler

Reichsfinanzministerium
- Ministerialkanzleiassistenten beim Reichsfinanzministerium
- Werkführer beim Reichsfinanzministerium (eingefügt am 18. März 1933[12])
- Assistenten bei der Reichshauptkasse (eingefügt am 5. Juli 1934[2])
- Kanzleiassistenten beim Reichsfinanzhof
- Assistenten im Büro- und Registraturdienst bei den nachgeordneten Behörden
- Steuerassistenten im Büro- und Registraturdienst, im Vollziehungs- und Außendienst bei den Landesfinanzämtern und deren nachgeordneten Behörden sowie beim Reichsfinanzzeugamt
- Zollassistenten im Bezirks-, Büro- und Registratur- und Abfertigungsdienst bei den Landesfinanzämtern und deren nachgeordneten Behörden, beim Reichsfinanzzeugamt sowie beim Reichsmonopolamt für Branntwein
- Zollschiffer
- Zollmaschinisten
- Technische Assistenten bei der Reichsbauverwaltung

Reichskommissariat für die Luftfahrt Reichsluftfahrtministerium (eingefügt am 27. Februar 1933, geändert am 5. Juli 1934)
- Ministerialkanzleiassistent beim Reichskommissariat für die Luftfahrt Reichsluftfahrtministerium (geändert am 5. Juli 1934[2])
- Assistenten im Büro- und Registraturdienst bei den nachgeordneten Behörden (eingefügt am 5. Juli 1934[11])
- Technische Assistenten beim Reichsamt für Flugsicherung Technische Assistenten bei den nachgeordneten Behörden (geändert am 5. Juli 1934[11])

Reichspostministerium
- Ministerialkanzleiassistenten beim Reichspostministerium
- Postassistenten
- Telegraphenassistenten
- Telegraphenwerkführer
- Werkführer im Druckereidienst (eingefügt am 18. März 1933[12])
- Werkführer im Kraftwagendienst
- Werkführer im Maschinendienst
- Assistenten bei der Reichsdruckerei

### Besoldungsgruppe A 8b
Reichspostministerium
- Postassistenten, Telegraphenassistenten (weiblich)
- Postbetriebsassistenten, Telegraphenbetriebsassistenten (weiblich)

### Besoldungsgruppe A 9
Reichstag
- Kanzleiassistenten
- Fernsprechgehilfen

Reichskanzlei
- Kanzleiassistent bei der Vertretung der Reichsregierung in München

Auswärtiges Amt
- Fernsprechgehilfen beim Auswärtigen Amt

Reichsministerium des Innern
- Fernsprechgehilfen beim Reichsministerium des Innern
- Kanzleiassistent bei der Reichsstelle für das Auswanderungswesen
- Kanzleiassistent beim Reichskommissar für Überwachung der öffentlichen Ordnung
- Kanzleiassistenten beim Reichsgesundheitsamt
- Fernsprechgehilfe bei der Physikalisch-Technischen Reichsanstalt
- Kanzleiassistenten bei der Physikalisch-Technischen Reichsanstalt
- Kanzleiassistenten beim Reichsarchiv
- Landkartendrucker beim Reichsarchiv
- Kanzleiassistenten beim Zentralnachweiseamt für Kriegerverluste und Kriegergräber
- Kanzleiassistenten beim Reichsamt für Landesaufnahme
- Landkartendrucker beim Reichsamt für Landesaufnahme
- Kanzleiassistenten bei der Chemisch-Technischen Reichsanstalt
- Kanzleiassistent beim Gesetzsammlungsamt

Reichsministerium für die besetzten Gebiete
- Fernsprechgehilfen bei der Reichsvermögensverwaltung für die besetzten rheinischen Gebiete
- Kanzleiassistenten bei der Reichsvermögensverwaltung für die besetzten rheinischen Gebiete in Koblenz und bei den Ortsbehörden der Reichsvermögensverwaltung
- Maschinenmeister bei der Reichsvermögensverwaltung für die besetzten rheinischen Gebiete

Reichswirtschaftsministerium
- Kanzleiassistenten beim Statistischen Reichsamt
- Kanzleiassistenten beim Reichsaufsichtsamt für Privatversicherung
- Kanzleiassistenten beim Reichswirtschaftsgericht

Reichsarbeitsministerium
- Kanzleiassistenten beim Reichsversicherungsamt
- Kanzleiassistenten bei den Versorgungsdienststellen
- Maschinenmeister beim Versorgungskrankenhaus in Potsdam (eingefügt am 18. März 1933[12])
- Kanzleiassistenten beim Reichsversorgungsgericht

Reichswehrministerium
Heer
- Kanzleiassistenten beim Bildungswesen
- Kanzleiassistenten bei den Wehrkreisverwaltungsämtern
- Maschinenmeister beim Bildungswesen, bei den Heeresunterkunftsämtern und beim Sanitätswesen
- Magazinmeister bei den Heeresverpflegungsämtern und bei den Heeresunterkunftsämtern
- Futtermeister

Marine
- Fernsprechgehilfen beim Reichswehrministerium
- Seekartendrucker beim Reichswehrministerium
- Kanzleiassistenten beim Bildungswesen
- Kanzleiassistenten bei den Intendanturen
- Kanzleiassistenten bei den Werften
- Maschinenmeister bei den Marineunterkunftsämtern und beim Küsten- und Vermessungswesen
- Magazinmeister bei den Marineunterkunftsämtern, bei den Werften sowie beim Küsten- und Vermessungswesen

Reichsjustizministerium
- Maschinenmeister beim Reichsgericht (eingefügt am 18. März 1933[12])
- Kanzleiassistenten beim Reichspatentamt
- Maschinenmeister beim Reichspatentamt

Reichsministerium für Ernährung und Landwirtschaft
- Fernsprechgehilfen beim Reichsministerium für Ernährung und Landwirtschaft
- Kanzleiassistenten bei der Biologischen Reichsanstalt für Land- und Forstwirtschaft

Reichsverkehrsministerium
- Fernsprechgehilfen beim Reichsverkehrsministerium
- Kanzleiassistenten bei der Deutschen Seewarte
- Kanzleiassistenten beim Reichskanalamt
- Telegraphisten beim Reichskanalamt
- Maschinenmeister beim Reichskanalamt
- Gasmeister beim Reichskanalamt (eingefügt am 18. März 1933[12])
- Magazinmeister beim Reichskanalamt
- Kanzleiassistent beim Reichskommissariat für Seeschiffsvermessung

Rechnungshof
- Fernsprechgehilfe beim Rechnungshof

Reichsschuldenverwaltung
- Kanzleiassistenten
- Geldzähler

Reichsfinanzministerium
- Fernsprechgehilfen beim Reichsfinanzministerium
- Kanzleiassistenten beim Reichsentschädigungsamt für Kriegsschäden
- Kanzleiassistenten beim Reichskommissariat für Reparationslieferungen
- Kanzleiassistenten beim Reichsausgleichsamt
- Kanzleiassistenten bei den Landesfinanzämtern und deren nachgeordneten Behörden sowie beim Reichsfinanzzeugamt
- Maschinenmeister bei der Reichsbauverwaltung
- Kanzleiassistenten beim Reichsmonopolamt für Branntwein

Reichsluftfahrtministerium (eingefügt am 5. Juli 1934)
- Kanzleiassistenten bei den nachgeordneten Behörden

Reichspostministerium
- Postkraftwagenführer

### Besoldungsgruppe A 10
Büro des Reichspräsidenten
- Ministerialamtsgehilfen

Reichstag
- Amtsgehilfen
- Maschinisten

Reichskanzlei
- Ministerialamtsgehilfen
- Ministerialamtsgehilfen beim Stellvertreter des Reichskanzlers (hinzugefügt am 20. Juli 1933[1])

Auswärtiges Amt
- Oberbotenmeister beim Auswärtigen Amt
- Ministerialhausinspektor beim Auswärtigen Amt
- Ministerialamtsgehilfen
- Drucker beim Auswärtigen Amt
- Amtsgehilfen bei den Auslandsbehörden

Reichsministerium des Innern
- Oberbotenmeister beim Reichsministerium des Innern
- Ministerialhausinspektor beim Reichsministerium des Innern
- Ministerialamtsgehilfen
- Ministerialamtsgehilfen bei den Reichsstatthaltern (eingefügt am 20. Juli 1933[1])
- Drucker beim Reichsministerium des Innern
- Maschinist beim Reichsministerium des Innern (eingefügt am 18. März 1933[12])
- Laboranten beim Reichsgesundheitsamt
- Laboranten bei der Physikalisch-Technischen Reichsanstalt
- Drucker beim Reichsarchiv (eingefügt am 18. März 1933[12])
- Lagermeister beim Reichsamt für Landesaufnahme
- Drucker beim Reichsamt für Landesaufnahme
- Lagermeister beim Gesetzsammlungsamt

Reichsministerium für die besetzten Gebiete
- Ministerialamtsgehilfen beim Reichsministerium für die besetzten Gebiete
- Ministerialamtsgehilfen beim Reichskommissariat für die besetzten rheinischen Gebiete
- Maschinisten bei der Reichsvermögensverwaltung für die besetzten rheinischen Gebiete
- Lagermeister bei der Reichsvermögensverwaltung für die besetzten rheinischen Gebiete
- Kraftwagenführer bei der Reichsvermögensverwaltung für die besetzten rheinischen Gebiete

Reichsministerium für Volksaufklärung und Propaganda (eingefügt am 8. Mai 1933)
- Oberbotenmeister beim Reichsministerium für Volksaufklärung und Propaganda
- Ministerialhausinspektor beim Reichsministerium für Volksaufklärung und Propaganda
- Ministerialamtsgehilfen

Reichswirtschaftsministerium
- Oberbotenmeister beim Reichswirtschaftsministerium
- Ministerialhausinspektor beim Reichswirtschaftsministerium
- Ministerialamtsgehilfen
- Oberbotenmeister beim Statistischen Reichsamt
- Maschinist beim Reichswirtschaftsgericht

Reichsarbeitsministerium
- Oberbotenmeister beim Reichsarbeitsministerium
- Ministerialhausinspektor beim Reichsarbeitsministerium
- Ministerialamtsgehilfen
- Drucker beim Reichsarbeitsministerium
- Maschinisten beim Reichsarbeitsministerium
- Oberbotenmeister beim Reichsversicherungsamt
- Betriebsassistenten bei den Versorgungskrankenhäusern Betriebsassistenten bei den Versorgungsdienststellen (geändert am 18. März 1933[12])
- Maschinisten bei den Versorgungsdienststellen

Reichswehrministerium
Heer
- Oberbotenmeister beim Reichswehrministerium
- Ministerialamtsgehilfen
- Drucker beim Reichswehrministerium und beim Bildungswesen
- Maschinisten beim Bildungswesen, bei den Heeresverpflegungsämtern, bei den Heeresunterkunftsämtern und beim Sanitätswesen
- Lagermeister beim Reichswehrministerium, bei den Heeresverpflegungsämtern, bei den Heeresbekleidungsämtern und bei den Heeresunterkunftsämtern
- Laboranten bei der Pionier- und Artillerieschule

Marine
- Oberbotenmeister beim Reichswehrministerium
- Ministerialamtsgehilfen
- Drucker beim Reichswehrministerium
- Maschinisten beim Reichswehrministerium, bei den Marineunterkunftsämtern, beim Sanitätswesen sowie beim Küsten- und Vermessungswesen
- Lagermeister bei den Marineverpflegungsämtern, bei den Marinebekleidungsämtern, bei den Marineunterkunftsämtern, beim Sanitätswesen
- Bauaufseher bei der Marinebauverwaltung, bei den Werften und beim Festungsbauwesen
- Laboranten beim Sanitätswesen
- Brückenaufseher bei den Werften
- Magazinaufseher bei den Werften

Reichsjustizministerium
- Oberbotenmeister beim Reichsjustizministerium
- Ministerialhausinspektor beim Reichsjustizministerium
- Ministerialamtsgehilfen
- Oberbotenmeister beim Reichsgericht
- Hausinspektor beim Reichsgericht
- Reichsgerichtswachtmeister
- Maschinist beim Reichsgericht (gestrichen am 18. März 1933[12])
- Oberbotenmeister beim Reichspatentamt
- Hausinspektor beim Reichspatentamt
- Lagermeister beim Reichspatentamt (ergänzt am 15. Juli 1930[9])

Reichsministerium für Ernährung und Landwirtschaft
- Oberbotenmeister beim Reichsministerium für Ernährung und Landwirtschaft
- Ministerialhausinspektor beim Reichsministerium für Ernährung und Landwirtschaft
- Ministerialamtsgehilfen
- Amtsgehilfe beim Reichserbhofgericht (eingefügt am 5. Juli 1934[2])
- Laboranten bei der Biologischen Reichsanstalt für Land- und Forstwirtschaft
- Lagermeister bei der Biologischen Reichsanstalt für Land- und Forstwirtschaft

Reichsverkehrsministerium
- Oberbotenmeister beim Reichsverkehrsministerium
- Ministerialhausinspektor beim Reichsverkehrsministerium
- Ministerialamtsgehilfen
- Maschinisten bei der Seezeichenverwaltung
- Schleusenverwalter beim Ems-Jade-Kanal
- Drucker bei der Deutschen Seewarte
- Maschinisten beim Reichskanalamt
- Schleusenverwalter beim Reichskanalamt
- Fährmeister beim Reichskanalamt
- Leitungsaufseher beim Reichskanalamt
- Weichengehilfen beim Reichskanalamt
- Schleusenverwalter bei der Wasserstraßenverwaltung

Rechnungshof
- Oberbotenmeister beim Rechnungshof
- Ministerialhausinspektor beim Rechnungshof
- Ministerialamtsgehilfen beim Rechnungshof
- Maschinist beim Rechnungshof
- Ministerialamtsgehilfe beim Reichssparkommissar (gestrichen am 13. Dezember 1933[7])

Reichsschuldenverwaltung
- Oberbotenmeister

Reichsfinanzministerium
- Oberbotenmeister beim Reichsfinanzministerium
- Ministerialhausinspektoren beim Reichsfinanzministerium
- Ministerialamtsgehilfen
- Drucker beim Reichsfinanzministerium (gestrichen am 18. März 1933[12])
- Amtsgehilfen bei der Reichshauptkasse
- Oberbotenmeister beim Reichsfinanzhof
- Hausinspektor beim Reichsfinanzhof
- Amtsgehilfen beim Reichsfinanzhof
- Drucker bei den Landesfinanzämtern und deren nachgeordneten Behörden
- Lagermeister bei den Landesfinanzämtern und deren nachgeordneten Behörden
- Maschinisten bei den Landesfinanzämtern und deren nachgeordneten Behörden
- Zollbootsleute bei den Landesfinanzämtern und deren nachgeordneten Behörden
- Schiffsheizer bei den Landesfinanzämtern und deren nachgeordneten Behörden
- Zollbetriebsassistenten bei den Landesfinanzämtern und deren nachgeordneten Behörden
- Steuerbetriebsassistenten bei den Landesfinanzämtern und deren nachgeordneten Behörden
- Maschinisten bei der Reichsbauverwaltung
- Bauaufseher bei der Reichsbauverwaltung
- Forstaufseher bei der Reichsforstverwaltung
- Maschinisten bei der Liegenschaftsverwaltung der I. Besatzungszone
- Lagermeister bei der Liegenschaftsverwaltung der I. Besatzungszone

Reichskommissariat für die Luftfahrt Reichsluftfahrtministerium (eingefügt am 27. Februar 1933, geändert am 5. Juli 1934)
- Oberbotenmeister beim Reichskommissariat für die Luftfahrt Reichsluftfahrtministerium (geändert am 5. Juli 1934[2])
- Ministerialhausinspektor beim Reichskommissariat für die Luftfahrt Reichsluftfahrtministerium (geändert am 5. Juli 1934[2])
- Ministerialamtsgehilfen

Reichspostministerium
- Oberbotenmeister beim Reichspostministerium
- Ministerialhausinspektor beim Reichspostministerium
- Ministerialamtsgehilfen
- Postbetriebsassistenten
- Telegraphenbetriebsassistenten
- Telegraphenleitungsaufseher
- Drucker
- Maschinisten
- Oberpostschaffner (auf besonders wichtigen Dienstposten im Päckereidienst, Geldzustelldienst, Bahnpostdienst und Briefverteilungsdienst für Zusteller)

### Besoldungsgruppe A 11
Auswärtiges Amt
- Amtsgehilfen bei der Reichsstelle für Nachlässe und Nachforschungen im Ausland

Reichsministerium des Innern
- Botenmeister beim Reichsgesundheitsamt
- Kastellan beim Reichsgesundheitsamt
- Kastellane bei der Physikalisch-Technischen Reichsanstalt
- Botenmeister beim Reichsarchiv
- Kastellan beim Reichsarchiv
- Botenmeister beim Reichsamt für Landesaufnahme
- Kastellan beim Reichsamt für Landesaufnahme
- Amtsgehilfen bei den nachgeordneten Behörden
- Technische Gehilfen beim Reichsgesundheitsamt
- Technische Gehilfen bei der Physikalisch-Technischen Reichsanstalt
- Technische Gehilfen beim Reichsamt für Landesaufnahme
- Kastellan bei der Walther-Rathenau-Stiftung

Reichsministerium für die besetzten Gebiete
- Amtsgehilfen bei den nachgeordneten Behörden

Reichswirtschaftsministerium
- Kastellan beim Statistischen Reichsamt
- Botenmeister beim Reichsaufsichtsamt für Privatversicherung
- Botenmeister beim Reichswirtschaftsgericht
- Amtsgehilfen bei den nachgeordneten Behörden
- Gerichtswachtmeister beim Reichswirtschaftsgericht

Reichsarbeitsministerium
- Kastellan bei der Reichsarbeitsverwaltung (Restverwaltung)
- Kastellan beim Deutschen Arbeitsschutzmuseum (ergänzt am 15. Juli 1930[9])
- Hausmeister bei den Versorgungskrankenhäusern
- Oberaufseher bei den Versorgungskrankenhäusern
- Amtsgehilfen bei den nachgeordneten Behörden

Reichswehrministerium
- Amtsgehilfen bei den nachgeordneten Behörden
- Gerichtswachtmeister
- Leuchtturmaufseher

Reichsjustizministerium
- Amtsgehilfen beim Reichspatentamt

Reichsministerium für Ernährung und Landwirtschaft
- Botenmeister bei der Biologischen Reichsanstalt für Land- und Forstwirtschaft
- Amtsgehilfen bei der Biologischen Reichsanstalt für Land- und Forstwirtschaft
- Technische Gehilfen bei der Biologischen Reichsanstalt für Land- und Forstwirtschaft

Reichsverkehrsministerium
- Botenmeister bei der Deutschen Seewarte
- Kastellan bei der Deutschen Seewarte
- Kastellan beim Reichskanalamt
- Amtsgehilfen bei den nachgeordneten Behörden

Reichsschuldenverwaltung
- Kastellan
- Amtsgehilfen

Reichsfinanzministerium
- Botenmeister beim Reichsentschädigungsamt für Kriegsschäden
- Kastellan beim Reichsentschädigungsamt für Kriegsschäden
- Kastellan beim Reichskommissariat für Reparationslieferungen
- Botenmeister bei den Landesfinanzämtern und deren nachgeordneten Behörden sowie beim Reichsfinanzzeugamt
- Kastellan bei den Landesfinanzämtern und deren nachgeordneten Behörden sowie beim Reichsfinanzzeugamt
- Amtsgehilfen bei den nachgeordneten Behörden
- Steuerwachtmeister bei den nachgeordneten Behörden
- Zollwachtmeister bei den nachgeordneten Behörden

Reichsluftfahrtministerium (eingefügt am 5. Juli 1934)
- Amtsgehilfen beim Reichsamt für Flugsicherung
- Amtsgehilfen bei den nachgeordneten Behörden (hinzugefügt am 5. Juli 1934[11])

Reichspostministerium
- Botenmeister
- Postschaffner

### Besoldungsgruppe A 12
Reichsministerium des Innern
- Heizer

Reichsministerium für die besetzten Gebiete
- Heizer
- Hauswarte
- Brückenwärter

Reichsarbeitsministerium
- Heizer
- Hauswarte

Reichswehrministerium
- Heizer
- Hauswarte
- Lagerwarte
- Schießstandaufseher
- Krankenhausgehilfen
- Wächter

Reichsverkehrsministerium
- Lagerwarte beim Reichskanalamt
- Schleusengehilfen bei der Neckarbauverwaltung
- Flußwärter

Reichsfinanzministerium
- Heizer
- Hauswarte
- Waldhüter

Reichspostministerium
- Postboten

## Anlagen zur Besoldungsordnung A

### Besoldungsordnung Polizeibeamte beim Reichswasserschutz
Besoldungsgruppe 1
- Polizeioberstleutnante

Besoldungsgruppe 2
- Polizeimajore

Besoldungsgruppe 3
- Polizeihauptleute

Besoldungsgruppe 4
- Polizeioberleutnante
- Polizeileutnante

Besoldungsgruppe 5
- Polizeihauptwachtmeister

Besoldungsgruppe 6
- Polizeioberwachtmeister

Besoldungsgruppe 7
- Polizeiwachtmeister, soweit nicht in Besoldungsgruppe 8

Besoldungsgruppe 8
- Polizeiwachtmeister im zweiten bis vierten Dienstjahr

### Besoldungsordnung AD
Planmäßige Führer des Reichsarbeitsdienstes
Besoldungsgruppe AD 1
- Reichsarbeitsführer

Besoldungsgruppe AD 2
- Obergeneralarbeitsführer

Besoldungsgruppe AD 3
- Generalarbeitsführer

Besoldungsgruppe AD 4
- Oberstarbeitsführer
- Oberstarbeitsarzt

Besoldungsgruppe AD 5
- Oberarbeitsführer
- Oberstabsamtswalter im Reichsarbeitsdienst
- Oberarbeitsärzte

Besoldungsgruppe AD 6
- Arbeitsführer
- Stabsamtswalter im Reichsarbeitsdienst
- Arbeitsärzte

Besoldungsgruppe AD 7
- Oberstfeldmeister
- Hauptamtswalter im Reichsarbeitsdienst
- Arbeitsfeldärzte

Besoldungsgruppe AD 8a
- Oberfeldmeister
- Oberamtswalter im Reichsarbeitsdienst
- Arbeitslagerärzte

Besoldungsgruppe AD 8b
- Feldmeister
- Amtswalter im Reichsarbeitsdienst
- Obermusikzugführer

Besoldungsgruppe AD 9
- Unterfeldmeister
- Musikzugführer

Besoldungsgruppe AD 10
- Obertruppführer

Besoldungsgruppe AD 11a
- Truppführer vom fünften Dienstjahr an

Besoldungsgruppe AD 11b
- Truppführer vom vierten Dienstjahr an

Besoldungsgruppe AD 11c
- Truppführer vom dritten Dienstjahr an

### Besoldungsordnung JL
Beamte des Ingenieurkorps der Luftwaffe
 Besoldungsgruppe JL 1
- Leitender Chefingenieur

 Besoldungsgruppe JL 2
- Chefingenieure

 Besoldungsgruppe JL 3
- Flieger-Hauptstabsingenieure

 Besoldungsgruppe JL 4
- Flieger-Oberstabsingenieure

 Besoldungsgruppe JL 5
- Flieger-Stabsingenieure

 Besoldungsgruppe JL 6
- Flieger-Hauptingenieure

 Besoldungsgruppe JL 7
- Flieger-Oberingenieure

 Besoldungsgruppe JL 8
- Flieger-Ingenieure